# Matheus Caldeira Vidotto de Oliveira
Matheus Caldeira Vidotto de Oliveria (São Paulo, Brasil; 10 de abril de 1993) es un futbolista brasileño. Juega de Arquero y su equipo actual es el Tokyo Verdy de la J1 League.

## Trayectoria

### Corinthians
Matheus Caldeira Vidotto de Oliveria se inició en las categorías inferiores del Sport Club Corinthians Paulista donde formó parte hasta el año 2013, cuando fue ascendido al primer plantel del equipo. Su debut profesional para Corinthians se dio el 9 de marzo de 2013, en un juego ante Ituano Futebol Clube, por el Campeonato Paulista de Fútbol de 2013.

## Selección nacional
Ha sido internacional con Brasil en categorías sub-20 y absoluta. Con la sub-20 disputó el Campeonato Sudamericano de Fútbol Sub-20 de 2013, que se realizó en Argentina, en ese torneo su selección quedó eliminada en la primera fase. En 2013 recibió su primera convocatoria a la selección absoluta de Brasil, para disputar un juego amistoso frente a Bolivia.

### Participaciones con Brasil
| Torneo                                 | Sede      | Resultado    |
| -------------------------------------- | --------- | ------------ |
| Campeonato Sudamericano Sub-20 de 2013 | Argentina | Primera fase |

## Clubes
| Club           | País   | Año         | Partidos | Goles |
| -------------- | ------ | ----------- | -------- | ----- |
| SC Corinthians | Brasil | 2013 - 2018 | 2        | 0     |

## Palmarés

### Campeonatos nacionales
| Título              | Club           | País   | Año  |
| ------------------- | -------------- | ------ | ---- |
| Campeonato Paulista | SC Corinthians | Brasil | 2013 |